# Gare de Norwich
La gare de Norwich, anciennement Norwich-Thorpe, est une gare ferroviaire du Royaume-Uni, située dans la ville de Norwich, dans le comté de Norfolk, en Angleterre.
Elle est la gare la plus à l'est de la ligne Great Eastern Main Line.

## Histoire
La gare de Norwich est mise en service le 1er mai 1844 par la Compagnie du chemin de fer de Yarmouth à Norwich (en anglais : Yarmouth & Norwich Railway (Y&NR)), lorsqu'elle ouvre à l'exploitation sa ligne de Yarmouth à Norwich.